# Kaynaşlı (district)
Kaynaşlı is een Turks district in de provincie Düzce en telt 20.888 inwoners (2007). Het district heeft een oppervlakte van 205,4 km². Hoofdplaats is Kaynaşlı.
De bevolkingsontwikkeling van het district is weergegeven in onderstaande tabel.
| 1997 | 2000   | 2007   |
| ---- | ------ | ------ |
| 0    | 21.639 | 20.888 |